# Gourdin Island
Gourdin Island – największa wyspa z grupy wysp i skał, położona około 1,5 km na północ od Prime Head, północnego krańca Półwyspu Antarktycznego.
Wyspę odkryli uczestnicy trzeciej Francuskiej Ekspedycji Antarktycznej (1837–1840) pod dowództwem polarnika Julesa Dumonta d’Urville, który nazwał ją od nazwiska Jeana Marie Émile Gourdina, porucznika ze statku ekspedycyjnego Astrolabe. Wyspa została ponownie zidentyfikowana i opisana w wyniku badań Falkland Islands Dependencies Survey w latach 1945–1947.
Gourdin Island została uznana przez BirdLife International za ostoję ptaków IBA (A4iii). W 1997 roku na północno-zachodnim krańcu wyspy zaobserwowano około 14 000 par pingwinów białookich, a także 568 par pingwinów białobrewych i 3282 par pingwinów maskowych. Wyspę sporadycznie odwiedzają pochwodzioby żółtodziobe, wydrzyki brunatne i mewy południowe.